# Музично-поетична форма
Музично-поетична форма — тип музичної форми, специфіка якої визначається будовою молитвословного або поетичного тексту.

## Характеристика
У пісенних формах музично-поетична типу логіка форми виявляється через каденціонний план, де питома вага музичних каденцій визначається значущістю відповідних відділів поетичної форми: найслабкіша каденція міжрядкова, найсильніша генеральна тощо.
Музично-поетична форма зародилася ще у давні часи та домінувала до початку XVII століття (умовно проведена демаркаційна лінія — «Le nuove musiche» Дж. Каччіні). З тих пір про історичні різновиди музичних форм (рондо, соната тощо) говорять як про «абсолютні», або «автономні», тобто специфіка їх структури описується як музична іманентність, незалежно від тексту (реального у вокальній музиці або неявного в інструментальній).
Приклади музично-поетична форм: сколій Сейкіла (давньогрецька пісня), усі жанри григоріанського хоралу (наприклад, секвенція, гімн, респонсорій тощо), візантійська і давньоруська монодії (наприклад, Знаменний розспів), форми східної макамо-мугамной традиції, форма бар мейстерзангерів і протестантського хоралу, усі тверді форми в музиці Ars nova (балата, віреле, рондо тощо), кондукт, мотет і меса нідерландських та інших поліфоністів, мадригали Джезуальдо, французькі (шансон), німецькі (Lied), італійські (канцонетта, віланела, фротола), іспанські (вильянсико, романс) багатоголосні пісні XV—XVI століть та інші.

## Термін
В англомовному музикознавстві використовуються схожі терміни англ. poetic musical form і англ. musico-poetic form. В італійському музикознавстві використовується термін італ. forma poetico-musicale.
У російському музикознавстві термін «текстомузична форма» уперше згадується у працях Ю. Н. Холопова, та передбачає не тільки поетичні форми (вірші), але й будь-які тексти (насамперед, молитвословную прозу), що були покладені в основу сотень музичних композицій. Зразковий аналіз гармонії з урахуванням особливостей текстомузичної форми Холопів наводить на прикладі мотету Палестрини «Quam pulchra es».